# Pins-Justaret
Pins-Justaret é uma comuna francesa na região administrativa de Occitânia, no departamento de Alta Garona. Estende-se por uma área de 4,51 km². Em 2010 a comuna tinha 4 432 habitantes (densidade: 982,7 hab./km²).

## Cidades-irmãs
- Cordignano, Itália (2004)